# Фаюм/Гіза
Фаюм/Гіза – виявлені у єгипетському секторі Середземного моря газові родовища, розробка яких відбувається за спільним проектом.
Фаюм виявили у 2001 році, тоді як відкриття Гізи припало на 2007-й. В обох випадках ресурси газу виявились пов’язаними із відкладеннями пліоцену.
Запаси родовищ станом на середину 2010-х оцінювались у 28,3 млрд м3 для Гізи та 15,7 млрд м3 для Фаюм.
Розробку родовищ організували як другий етап проекту West Nile Delta, що охопив два ліцензійні блоки North Alexandria та West Mediterranean Deepwater. Інвесторами проекту виступають BP (82,75%, оператор) та RWE Dea (17,25%). На родовищах облаштували у підводному виконанні 8 свердловин, видобуток з яких почався у 2019 році та за кілька місяців вийшов на пік у 19,2 млн м3 на добу.
Продукцію родовищ подали до газопереробного заводу Розетта по трубопроводу, спорудження якого здійснило трубоукладальне судно Seven Borealis. Попереднє вирівнювання траси провели каменеукладальні судна HAM 602 (на мілководді при глибинах від 5 до 15 метрів) та Nordnes (на глибинах до 650 метрів).
Для прокладання шлангокабелів (umbilical, призначені для подачі електроенергії, гідравлічних зусиль та управляючих сигналів) залучили кабелеукладальні судна Willem de Vlamingh та Isaac Newton (останнє займалось засипанням шлангокабелів за допомогою намиву).
Встановлення окремих елементів підводного облаштування виконали трубоукладальні судна Seven Seas, Seven Pacific та глибоководне будівельне судно Simar Esperança.